# Mätfel
Mätfelet definieras som skillnaden mellan ett uppmätt värde och det sanna värdet.
Vanligen delas mätfelet upp i två delar:
- Systematiska mätfel är enkelsidigt riktade och beror exempelvis på olämpligheter eller felaktigheter i mätutrustningen eller mätprincipen. Det systematiska felet definieras som skillnaden mellan väntevärdet och det sanna värdet.
- Slumpvisa mätfel är stokastiskt fördelade runt mätningens väntevärde. Slumpfelet definieras som skillnaden mellan uppmätt värde och väntevärdet.

Det totala mätfelet utgörs av summan av systematiskt och slumpmässigt fel:
(totalt mätfel) = (systematiskt fel) + (slumpmässigt fel) = (väntevärde - sant värde) + (mätt värde - väntevärde) = (mätt värde - sant värde)
Mätfel betecknas ofta med ε i matematisk statistik.